# 小牧隕石

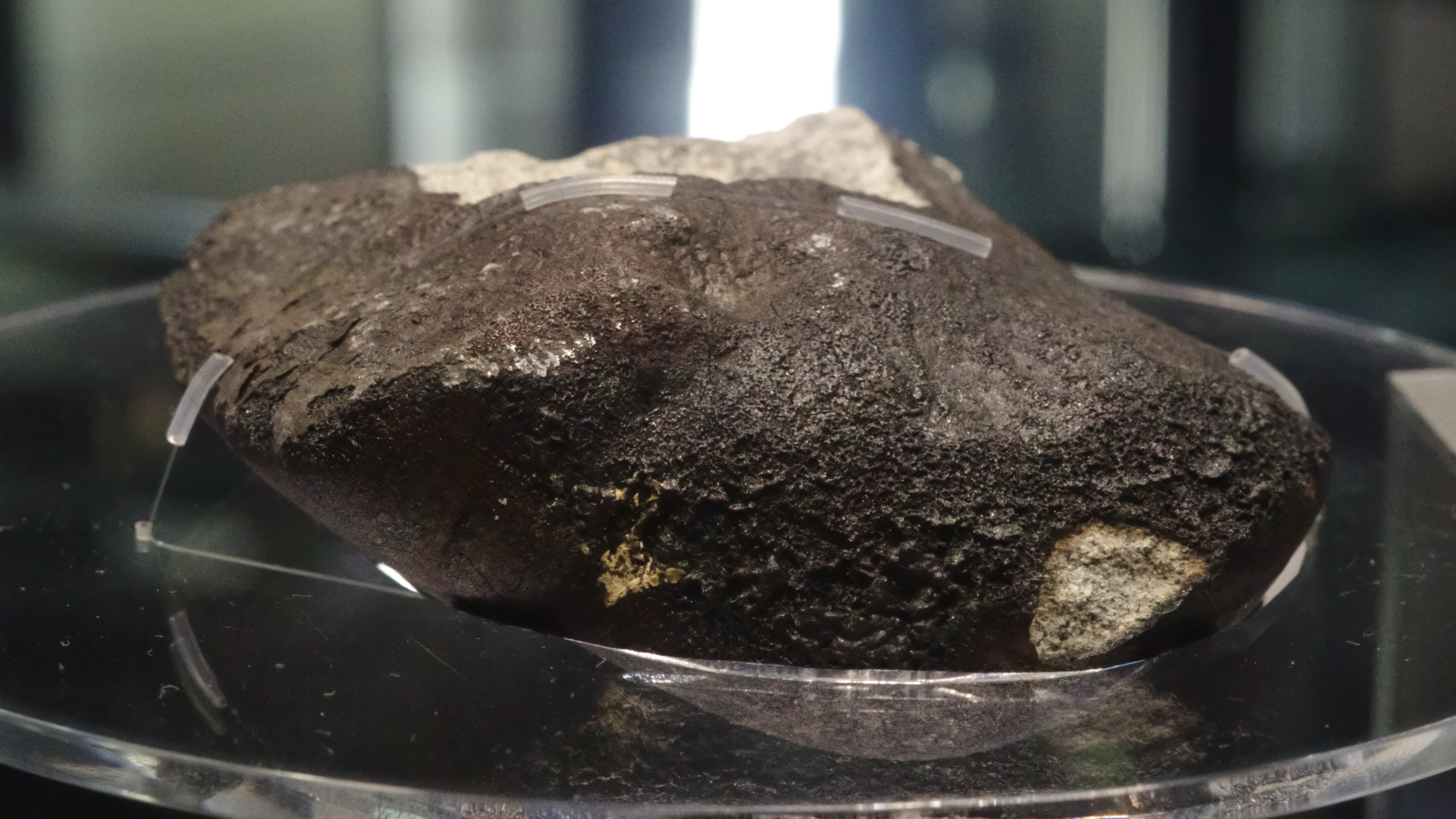
溶融被殻側よりみる。名古屋市科学館。

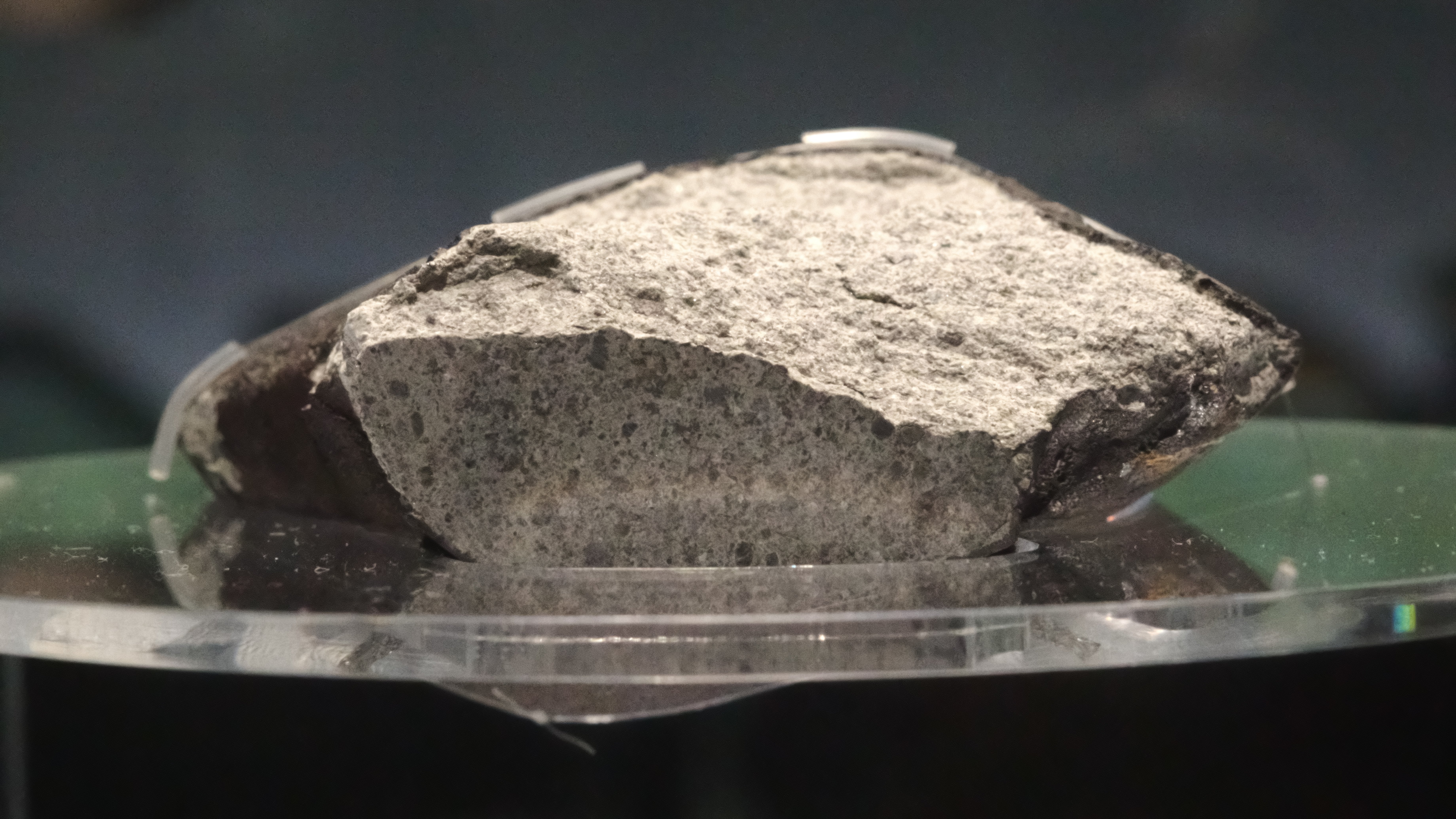
破断面および断面カット面側よりみる。名古屋市科学館。

小牧隕石（こまきいんせき）は2018年9月26日22時30分頃、愛知県小牧市の民家に落下した隕石。L6普通コンドライト（球粒隕石）である。隕石が建物を直撃および落下直後に発見されたのは、2003年に落下した広島隕石以来15年ぶりとなる。2019年2月19日から、3月17日まで国立科学博物館で衝突した屋根の一部と共に展示された。その後は名古屋市科学館において三つに分かれた破片のうち最大の物をえぐれた屋根の一部や割れたカーポートと共に2019年4月6日より常設展示、二番目に大きい破片の寄贈を受けた国立科学博物館で2019年3月21日から常設展示している。